# Wola Rasztowska (gromada)
Wola Rasztowska – dawna gromada, czyli najmniejsza jednostka podziału terytorialnego Polskiej Rzeczypospolitej Ludowej w latach 1954–1972.
Gromady, z gromadzkimi radami narodowymi (GRN) jako organami władzy najniższego stopnia na wsi, funkcjonowały od reformy reorganizującej administrację wiejską przeprowadzonej jesienią 1954 do momentu ich zniesienia z dniem 1 stycznia 1973, tym samym wypierając organizację gminną w latach 1954–1972.
Gromadę Wola Rasztowska z siedzibą GRN w Woli Rasztowskiej utworzono – jako jedną z 8759 gromad na obszarze Polski – w powiecie wołomińskim w woj. warszawskim, na mocy uchwały nr VI/10/23/54 WRN w Warszawie z dnia 5 października 1954. W skład jednostki weszły obszary dotychczasowych gromad Emilianów, Roszczep i Wola Rasztowska ze zniesionej gminy Klembów w tymże powiecie. Dla gromady ustalono 13 członków gromadzkiej rady narodowej.
31 grudnia 1959 z gromady Wola Rasztowska wyłączono wieś Emilianów, włączając ją do gromady Radzymin w tymże powiecie, po czym gromadę Wola Rasztowska zniesiono a jej (pozostały) obszar włączono do gromady Krusze tamże.